# Светик (река)
Светик, в верхнем течении Липенка (Линенка) — река в России, протекает по территории Островского района Псковской области. Правый приток среднего течения реки Великой. Длина реки — 11 км.

## Данные водного реестра
По данным государственного водного реестра России относится к Балтийскому бассейновому округу, водохозяйственный участок реки — Великая. Относится к речному бассейну реки Нарва (российская часть бассейна).
Код объекта в государственном водном реестре — 01030000112102000028588.